# Jean-Pierre Joseph
Pour les articles homonymes, voir Joseph.
Jean-Pierre Joseph, né le 8 mars 1938 à Toulouse et mort le 18 mai 2003 à Salon-de-Provence, est un homme politique français, membre du PS.

## Biographie
Élu conseiller général du canton de Lectoure en 1976, il est président du conseil général du Gers de 1982 à 1992.
Rocardien, il est également membre du bureau national du PS, vice-président du groupe socialiste à l'Assemblée nationale, et préside la Fédération nationale des élus socialistes et républicains (FNESR).